# Stasys Sabaliauskas
Stasys Sabaliauskas (né le 5 mai 1905 à Vilnius à l'époque dans l'Empire russe et aujourd'hui en Lituanie, et mort le 16 avril 1927 à Kaunas) est un joueur de football international lituanien, qui évoluait au poste d'avant.
Il était également joueur international de basket-ball, ainsi qu'athlète.
Ses frères, Zigmas et Juozas, étaient également footballeurs.

## Biographie

### Carrière footballistique

#### Carrière en sélection
Stasys Sabaliauskas reçoit six sélections en équipe de Lituanie entre 1924 et 1926, inscrivant trois buts.
Il joue son premier match en équipe nationale le 25 mai 1924, contre la Suisse. Cette rencontre perdue sur le score de 9-0 à Vincennes entre dans le cadre des Jeux olympiques de 1924.
Il inscrit son premier but le 20 septembre 1925, en amical contre la Lettonie (match nul 2-2 à Riga). Il marque son second but le 13 juin 1926, en amical contre l'Estonie (défaite 3-1 à Tallinn). Il inscrit son dernier but le 21 août 1926, en amical contre la Lettonie (défaite 2-3 à Kaunas).
À deux reprises, il est capitaine de la sélection lituanienne, lors de l'année 1925.

## Palmarès

### Palmarès dans le football
| Kovas Kaunas - Championnat de Lituanie : - Vice-champion : 1922. |  | Kovas Kaunas - Championnat de Lituanie (3) : - Champion : 1924, 1925 et 1926. |